# Bellheim
Bellheim település Németországban, Rajna-vidék-Pfalz tartományban. Lakosainak száma 8911 fő (2023. december 31.). Bellheim Knittelsheim és Rülzheim községekkel határos.

## Népesség
A település népességének változása:
| Lakosok száma | 6720 | 8648 | 8648 | 8682 | 8855 | 8911 |
|               | 1975 | 2017 | 2019 | 2021 | 2022 | 2023 |